# Höö naturreservat
Höö är en ö och ett naturreservat i Älmhults kommun i Kronobergs län.
Ön Höö ligger i sjön Möckeln. Den har broförbindelse till fastlandet.

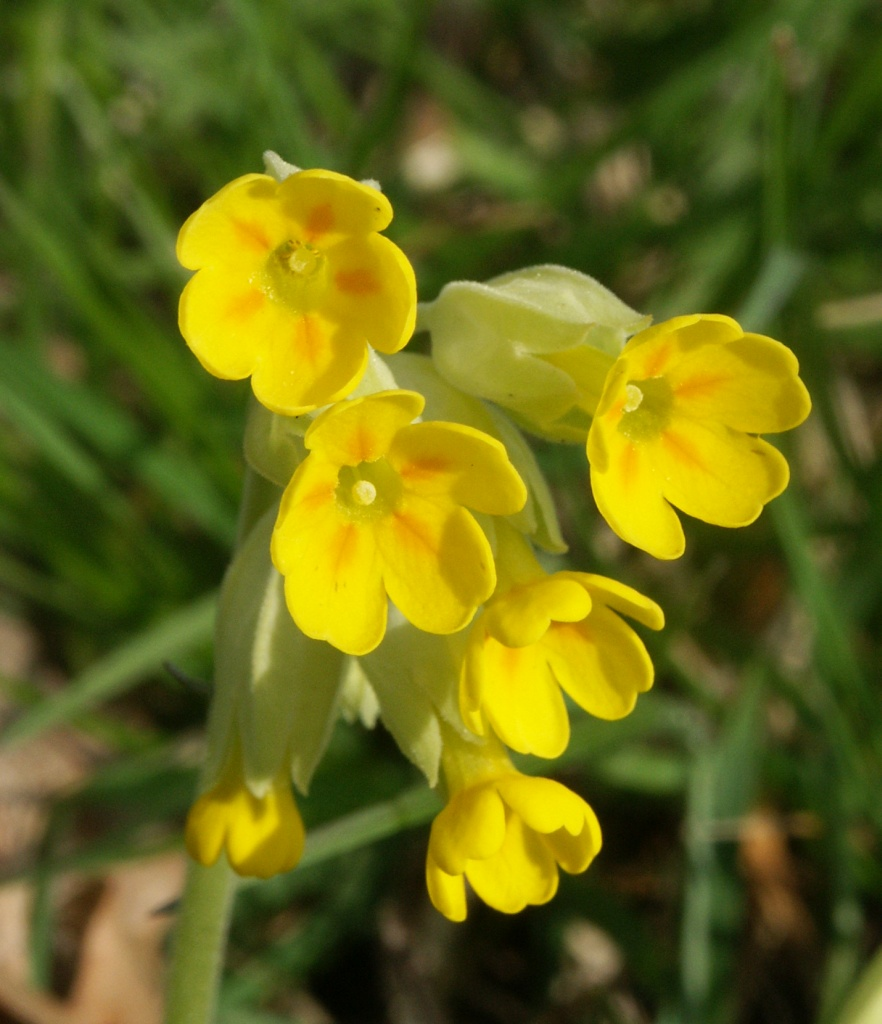
Gullvivans blommor.

Naturreservatet är skyddat sedan 1969 och omfattar 366 hektar varav 107 ha är landareal. Förutom ön Höö utgörs naturreservatet av kringliggande vattenområden samt en mängd småöar.  En del av ön Höö fridlystes som naturminne redan 1960 men naturreservatet i sin nuvarande form bildades 1969.
Bebyggelse och betande djur finns på den kuperade ön. Högst upp ligger den gamla gården, omgiven av stora almar och askar.
Naturen på ön utgörs i övrigt av ängar, åkrar, betesmarker och lövskogspartier. Området har vårdats på gammalt traditionellt sätt under många generationer. Floran är rik.
På Höö har man gjort boplatsfynd från stenåldern.